# 슬로바키아의 국기

슬로바키아의 국기 비율 2:3

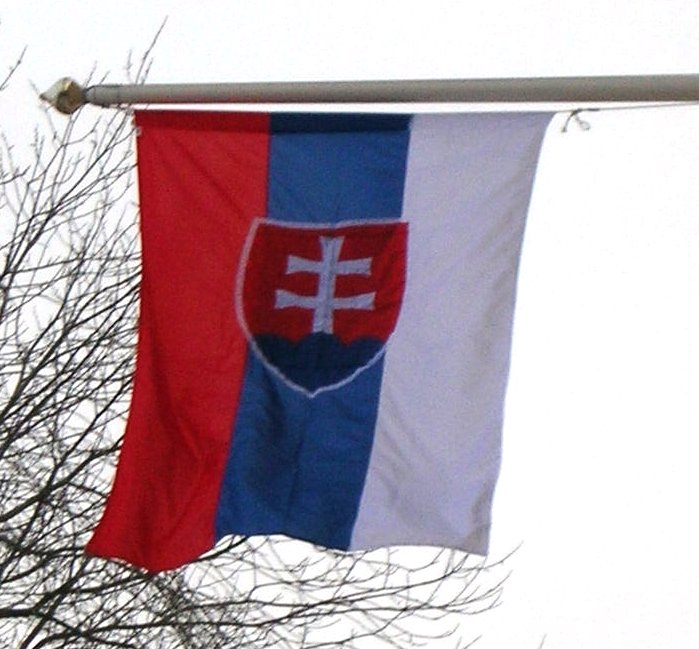
슬로바키아의 국기를 세로 방향으로 게양할 때에는 국장의 하얀색 십자가 문양이 깃대 꼭대기 방향을 향하도록 게양해야 한다. 사진 속의 국기는 세로 방향으로 게양된 슬로바키아의 국기 뒷면이다.

슬로바키아의 국기는 1992년 9월 3일에 채택된 슬로바키아의 헌법에 의해 제정되었다. 슬로바키아의 국기의 원형은 1848년에 제정된 국기이다.
범슬라브색인 하얀색, 파란색, 빨간색 세 가지 색으로 구성된 가로 줄무늬 바탕에 깃대 쪽으로 슬로바키아의 국장이 그려져 있다. 국장은 러시아의 국기, 슬로베니아의 국기와의 혼동을 피하기 위해 추가되었다.

## 규격과 색상
슬로바키아의 국기 규격과 색상은 다음과 같다.

슬로바키아의 국기 규격

| 색상 | 하양                  | 파랑                | 빨강                |
| ---- | --------------------- | ------------------- | ------------------- |
| RGB  | 255–255–255 (#FFFFFF) | 11–78–162 (#0B4EA2) | 238–28–37 (#EE1C25) |

## 그 외의 기

대통령기
슬로바키아의 국기를 세로 방향으로 게양한 모습

## 과거의 기

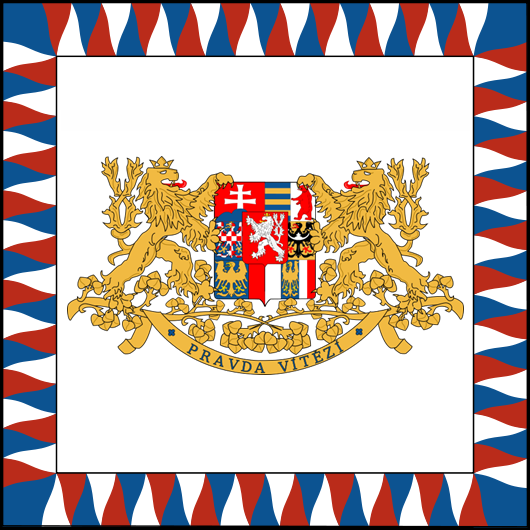
1918년부터 1960년까지 쓰인 체코슬로바키아의 대통령기
1935년부터 1939년까지, 1945년부터 1955년까지 쓰인 체코슬로바키아의 국적기
1939년부터 1945년까지 쓰인 슬로바키아 공화국의 국기
1939년부터 1945년까지 쓰인 슬로바키아 공화국의 대통령기
1939년부터 1945년까지 쓰인 슬로바키아 공화국의 전쟁기
1955년부터 1960년까지 쓰인 체코슬로바키아의 국적기
1960년부터 1990년까지 쓰인 체코슬로바키아의 대통령기
1990년부터 1992년까지 쓰인 체코슬로바키아의 대통령기
1990년부터 1992년까지 쓰인 체코슬로바키아 연방 내의 슬로바키아 공화국의 기

## 같이 보기
- 슬로바키아의 국장
- 범슬라브색